# Centaur Publications
Centaur Publications è stata una casa editrice statunitense di fumetti fondata nel 1938 da Joe Hardie e Fred Gardner, che ha cessato la produzione nel 1942 a causa delle scarse vendite.
I personaggi della Centaur sono caduti nel pubblico dominio. Nei primi anni Novanta la Malibù Comics ha usato questi personaggi come ispirazione per una nuova squadra di supereroi e una linea di fumetti chiamata Protectors. Alcuni anni più tardi AC Comics ha cominciato a ristampare molte storie della Golden Age e la Marvel Comics ha utilizzato Human Meteor come membro dei Battle-Axis nella seconda serie degli Invasori.

## Autori presso la Centaur
| Alvarado, Pete    | Christman, Bert  | Flessel, Creig    | Kane, Bob          | Plastino, Al     |
| Antoinette, Larry | Cole, Jack       | Flinton, Ben      | Kelly, Walt        | Ricca, Gus       |
| Astarita, Rafael  | Dahlman, Steve   | Frollo, Frank     | Kiefer, Henry Carl | Rice, Pierce     |
| Belfi, John       | Daly, John       | Gabrielle, Al     | Kildale, Malcolm   | Robbins, Ed      |
| Binder, Jack      | Davis, Bob       | Gillickson, Terry | Kolb, John         | Sahle, Harry     |
| Biro, Charles     | Delay, Harold    | Gilman, Sam       | Lubbers, Bob       | Schwab, Fred     |
| Blaisedell, Tex   | Dowling, Vic     | Giunta, John      | Mayer, Sheldon     | Shuster, Joe     |
| Brenner, George   | Drake, Stan      | Glanzman, Louis   | McKay Jr., Winsor  | Siegel, Jerry    |
| Brodsky, Sol      | Eisner, Will     | Greene, Sid       | McWilliams, Al     | Strauss, Myron   |
| Bryant, Al        | Ely, Bill        | Gretter, Clemens  | Mills, Tarpe       | Thomas, Frank    |
| Buresch, Joe E.   | Ernst, Ken       | Guardineer, Fred  | Moore, Ed          | Thompson, Ben    |
| Burgos, Carl      | Everett, Bill    | Gustavson, Paul   | Moores, Dick       | Wilson, George   |
| Butts, Bob        | Ferstadt, Lou    | Gutwirth, Maurice | Paddock, Munson    | Wolverton, Basil |
| Campbell, Harry   | Filchock, Martin | Helfant, Art      | Pazmino, Vic       | Wood, Bob        |
| Cazeneuve, Arturo | Fleming, Homer   | Holmdale, Red     | Pinajian, Art      | Yaeger, Rick     |

## Le prime apparizioni dei personaggi negli albi della Centaur
| Personaggio           | Collana, numero e data                                    | Personaggio                             | Collana, numero e data                                     |
| --------------------- | --------------------------------------------------------- | --------------------------------------- | ---------------------------------------------------------- |
| Dr.Mystic             | The Comics Magazine n. 1 (Comics Magazine, giugno 1936)   | The Arrow                               | Funny Pages (seconda serie) n.10 (settembre 1938)          |
| Masked Marvel         | Keen Detective Funnies (seconda serie) n. 7 (luglio 1939) | Speed Centaur                           | Amazing Mystery Funnies (seconda serie) n. 8 (agosto 1939) |
| Amazing-Man           | Amazing Man Comics n. 5 (settembre 1939)                  | Mighty Man                              | Amazing Man Comics n. 5 (settembre 1939)                   |
| Iron Skull            | Amazin Man Comics n. 5 (settembre 1939)                   | Shark                                   | Amazing Man Comics n. 6 (ottobre 1939)                     |
| The Eyes Sees         | Keen Detective Funnies n. 12 (dicembre 1939)              | The Voice                               | Amazing Man Comics n. 22 (aprile 1941)                     |
| Air Man               | Keen Detective Funnies n. 23 (agosto 1940)                | Black Panther (non quella della Marvel) | Stars & Stripes Comics n. 3 (luglio 1941)                  |
| The Conqueror         | Victory Comics n. 1 (Hillman Periodicals, agosto 1941)    | Human Meteor                            | Arrow n. 3 (ottobre 1941)                                  |
| Man of War            | Man of War n. 1 (novembre 1941)                           | Ferret                                  | Man of War n. 2 (gennaio 1942)                             |
| Blue Fire             | (Fox Features Syndicate)                                  | Blue Lady                               |                                                            |
| Craig Carter          |                                                           | Dash Dartwell                           |                                                            |
| Dr. Synthe            |                                                           | Dr.Hypno                                |                                                            |
| The Electric Ray      |                                                           | Eternal Man                             |                                                            |
| Fantom of the Fair    |                                                           | Fire-Man                                |                                                            |
| Headless Horseman     |                                                           | Invisible Terror                        |                                                            |
| Jack Strand (Detecto) |                                                           | King of Darkness                        |                                                            |
| Liberty Guards        |                                                           | Marksman                                |                                                            |
| Meteor Martin         |                                                           | Minimidget                              |                                                            |
| Nightshade            |                                                           | The Rainbow                             |                                                            |
| Sand Hog              |                                                           | The Sentinel                            |                                                            |
| Skyrocket Steele      |                                                           | Sparkler                                | (United Features Syndicate)                                |
| Solarman              |                                                           | Super-Ann                               |                                                            |
| TNT Todd              |                                                           | Vapo-man                                |                                                            |